# 甲斐鉄三郎
甲斐 鉄三郎（かい てつさぶろう、1857年（安政4年） - ?）は、明治期の大日本帝国海軍造船大監。従五位勲三等旭日中綬章

## 経歴
豊前国中津藩士・甲斐理兵衛の子として、江戸汐留の屋敷で生まれる。慶應義塾へ入学し東京大学予備助訓となる。
1878年（明治11年）、横須賀造船所に転じ造船図工となり、次いで海軍省主船局雇、一等工長、五等技手を経て海軍少技師に進み、小野浜造船所製造科主幹に補せられる。これより水雷艇軍艦大島等の建造に従う。1892年（明治25年）大技師に進む。佐世保、横須賀等の造船所に勤務。三池丸の兵器改造やノーヴィック艦の引き上げに関わる。旅順工作舎長を務めた。